# Habrocestum africanum
Habrocestum africanum là một loài nhện trong họ Salticidae.
Loài này thuộc chi Habrocestum. Habrocestum africanum được Wanda Wesołowska & Haddad miêu tả năm 2009.